# 蘇茜·湯普金斯·布爾
蘇茜·湯普金斯·布爾（英語：Susie Tompkins Buell，1943年—），一位美國企業家、女商人和進步事業的捐助者，是知名的Esprit服裝和北面品牌的共同創始人之一。她與她的第一任丈夫道格拉斯·湯普金斯在搭便車時相遇並相互認識交往 。她以與比爾·克林頓和希拉里·克林頓的親密友誼著稱，並擁有民主黨巨額捐助者的地位。

## 早年生活
蘇西·湯普金斯·布爾於1943年出生於舊金山，原名蘇珊·拉塞爾，她的父母是克拉貝爾和弗洛伊德·拉塞爾。她的父親是一名從事房地產工作的拍賣專員。在她的童年時期，她的家人在博利納斯擁有第二個家，這促使她對自然世界的熱愛產生了深遠的影響。
她就讀於聖心修道院學校、Ojai Valley學校和凱瑟琳德爾馬伯克學校。在高中時期，她就讀於1960屆的洛厄爾高中（Lowell High School），但並未畢業。